# بوتلهوس
بوتلهوس (به پرتغالی: Botelhos) یک منطقهٔ مسکونی در برزیل است که در میناز ژرایس واقع شده‌است. بوتلهوس ۱۴٬۹۴۹ نفر جمعیت دارد.